# Johan Åkerman (fysiker)
Bengt Johan Åkerman, född 20 mars 1970, är en svensk professor i experimentell fysik vid Göteborgs universitet. Han är även verksam som gästprofessor vid KTH. Johan Åkerman är sedan 2019 ledamot av Kungliga Ingenjörsvetenskapsakademien (IVA).

## Biografi
Åkermans mor är distriktsläkare och hans far har varit mellanstadielärare samt högstadielärare i matematik, naturvetenskap och fysik. Han läste naturvetenskaplig linje på Katedralskolan i Lund och fortsatte med studier i teknisk fysik vid Lunds universitet och sedan vid EPFL i Lausanne. Han doktorerade därefter inom ämnesområdet materialfysik vid KTH. År 1999 flyttade han till USA och började som postdoktor vid UCSD i San Diego, för att sedan 2001 bli verksam som forskare vid Motorola och Freescale Semiconductor i Phoenix. Där var han med att utveckla världens första kommersiellt tillgängliga MRAM (en typ av magnetiskt RAM-minne baserat på spinntronik) och ansvarade för fysiska mätningar och statistiska modeller för MRAMs tillförlitlighet. Han återvände till Sverige och KTH 2005 i samband med att han fick anslaget Framtidens Forskningsledare från SSF. 
Åkerman utnämndes 2008 till professor vid Göteborgs universitet.
Hans forskargrupp har studerat spinntroniska oscillatorer och visade 2013 att så kallade magnetiska nanodroppar kan uppstå i dem, vilket blev första gången någon lyckats skapa och studera sådana droppar experimentellt. Förhoppningen är att kunna använda tekniken för att minska kostnaden för olika komponenter i bland annat mobiltelefoner och bilradar.
Han har uppgett att han gillar tillämpad fysik, eftersom forskningsresultaten går att kommersialisera.
Åkerman är gift och har tre barn.

## Utmärkelser
- 2009 - Faculty of Science Research Award.[5]
- 2014 - Göran Gustafssonpriset i fysik för ”hans forskning inom spinntronik och nanomagnetism.”[6]